# اندا کنی
اندا کنی (انگلیسی: Enda Kenny؛ زادهٔ ۲۴ آوریل ۱۹۵۱) یک سیاست‌مدار اهل ایرلند است.